# Andrea Poli
Andrea Poli (29. září 1989, Vittorio Veneto, Itálie) je bývalý italský fotbalový záložník, který odehrál i pár zápasů za italskou reprezentaci.

## Přestupy
- z Sampdoria do Inter za 500 000 Euro (hostování)
- z Sampdoria do Milán za 6 000 000 Euro
- z Milán do Boloňa zadarmo
- z Boloňa do Antalyaspor zadarmo

## Kariéra

### Klubová
Fotbalovou kariéru začal v Trevisu, kde působil od roku 2003 v mládežnických týmech. V sezoně 2006/07 odehrál svůj první zápas mezi dospělými proti Janovu (2:3). V lednu 2007 jej koupila Sampdoria (spoluvlastnictví). Tady nastoupil do prvního zápasu v nejvyšší lize. Následující sezonu odehrál na hostování v Sassuolu, kde odehrál 32 utkání a vstřelil 5 branek. Následující dvě sezony byl již hráčem do základní sestavy Sampdorie se kterou obsadil 4. místo v lize v sezoně 2009/10, ale poté s ní sestoupil. V sezoně 2011/12 byl členem týmu Inter, kde byl na hostování s opcí, kterou po sezoně neuplatnil a vrátil se zpět do Sampdorie, která se vrátila do Serie A. Svou první branku v nejvyšší lize vstřelil v derby proti Janovu (3:1) 18. listopadu 2012.
V létě 2013 přestoupil do Milána, se kterým odehrál první zápasy v Lize mistrů. První utkání odehrál v předkole Lize mistrů, 20. srpna 2013, proti PSV Eindhoven (1:1). O čtyři dny později vstřelil první branku v dresu Rossoneri na hřišti Hellasu (2:1). Svou první trofej získal v poslední sezoně u Rossoneri a to Italský superpohár.
Od sezony 2017/18 patřil čtyři roky Boloni se kterou odehrál celkem 114 utkání a vstřelil 10 branek. V létě 2021 odešel na první zahraniční angažmá do tureckého Antalyasporu a kariéru zakončil v druholigové Modeně v roce 2023.

### Reprezentační
Reprezentoval již od 17 let. Zúčastnil se ME do 21 let 2009, kde získal bronz. Za seniorskou reprezentaci debutoval ve věku 22 let 15. srpna 2012 proti Anglii (2:1). První branku vstřelil 31. května 2013 proti San Marinu.

## Statistiky

### Klubové
| Sezóna              | Klub                | Liga                | Liga   | Liga | Ligové poháry | Ligové poháry | Ligové poháry | Kontinentální poháry | Kontinentální poháry | Kontinentální poháry | Celkem | Celkem |
| Sezóna              | Klub                | Soutěž              | Zápasy | Góly | Soutěž        | Zápasy        | Góly          | Soutěž               | Zápasy               | Góly                 | Zápasy | Góly   |
| ------------------- | ------------------- | ------------------- | ------ | ---- | ------------- | ------------- | ------------- | -------------------- | -------------------- | -------------------- | ------ | ------ |
| 2006/07             | Treviso             | Serie B             | 4      | 0    | IP            | 0             | 0             | -                    | 0                    | 0                    | 4      | 0      |
| 2007/08             | Sampdoria           | Serie A             | 1      | 0    | IP            | 0             | 0             | -                    | 0                    | 0                    | 1      | 0      |
| 2008/09             | Sassuolo            | Serie B             | 32     | 5    | IP            | 1             | 0             | -                    | 0                    | 0                    | 33     | 5      |
| 2009/10             | Sampdoria           | Serie A             | 31     | 0    | IP            | 1             | 0             | -                    | 0                    | 0                    | 32     | 0      |
| 2010/11             | Sampdoria           | Serie A             | 21     | 0    | IP            | 2             | 0             | LM+EL                | 1+4                  | 0                    | 28     | 0      |
| 2011                | Sampdoria           | Serie B             | 0      | 0    | IP            | 1             | 0             | -                    | 0                    | 0                    | 1      | 0      |
| 2011/12             | Inter               | Serie A             | 18     | 0    | IP            | 1             | 1             | LM                   | 1                    | 0                    | 20     | 1      |
| 2012/13             | Sampdoria           | Serie A             | 31     | 3    | IP            | 1             | 0             | -                    | 0                    | 0                    | 32     | 3      |
| Celkem za Sampdorii | Celkem za Sampdorii | Celkem za Sampdorii | 84     | 3    | -             | 5             | 0             | -                    | 5                    | 0                    | 94     | 3      |
| 2013/14             | Milán               | Serie A             | 26     | 2    | IP            | 1             | 0             | LM                   | 10                   | 0                    | 37     | 3      |
| 2014/15             | Milán               | Serie A             | 33     | 1    | IP            | 2             | 0             | -                    | 0                    | 0                    | 35     | 1      |
| 2015/16             | Milán               | Serie A             | 18     | 0    | IP            | 6             | 0             | -                    | 0                    | 0                    | 24     | 0      |
| 2016/17             | Milán               | Serie A             | 13     | 0    | IP+IS         | 0+0           | 0             | -                    | 0                    | 0                    | 13     | 0      |
| Celkem za Milán     | Celkem za Milán     | Celkem za Milán     | 90     | 3    | -             | 9             | 0             | -                    | 10                   | 0                    | 109    | 3      |
| 2017/18             | Boloňa              | Serie A             | 32     | 2    | IP            | 1             | 0             | -                    | 0                    | 0                    | 33     | 2      |
| 2018/19             | Boloňa              | Serie A             | 30     | 4    | IP            | 2             | 0             | -                    | 0                    | 0                    | 32     | 4      |
| 2019/20             | Boloňa              | Serie A             | 28     | 2    | IP            | 2             | 1             | -                    | 0                    | 0                    | 30     | 3      |
| 2020/21             | Boloňa              | Serie A             | 18     | 1    | IP            | 1             | 0             | -                    | 0                    | 0                    | 19     | 1      |
| Celkem za Boloňu    | Celkem za Boloňu    | Celkem za Boloňu    | 108    | 9    | -             | 6             | 1             | -                    | 0                    | 0                    | 114    | 10     |
| 2021/22             | Antalyaspor         | Süper Lig           | 28     | 0    | TP+TS         | 2+1           | 0             | -                    | 0                    | 0                    | 31     | 0      |
| 2022/23             | Modena              | Serie B             | 11     | 0    | IP            | 0             | 0             | -                    | 0                    | 0                    | 11     | 0      |
| Celkově             | Celkově             | Celkově             | 375    | 20   | -             | 25            | 2             | -                    | 16                   | 0                    | 416    | 22     |

### Reprezentační

#### Statistika na velkých turnajích
- Na Mistrovství světa i Evropy nikdy nehrál.

#### Reprezentační branka
| Gól | Datum       | Stadion                                | Soupeř     | Skóre | Výsledek | Soutěž           |
| --- | ----------- | -------------------------------------- | ---------- | ----- | -------- | ---------------- |
| 010 | 31. 5. 2013 | Stadio Renato Dall'Ara, Boloňa, Itálie | San Marino | 1:0   | 4:0      | Přátelské utkání |

## Úspěchy

### Klubové

#### Národní
- vítěz italského superpoháru (1x)

Milán: 2016

### Reprezentační
- 1× na ME 21 (2009 - bronz)